# Punda

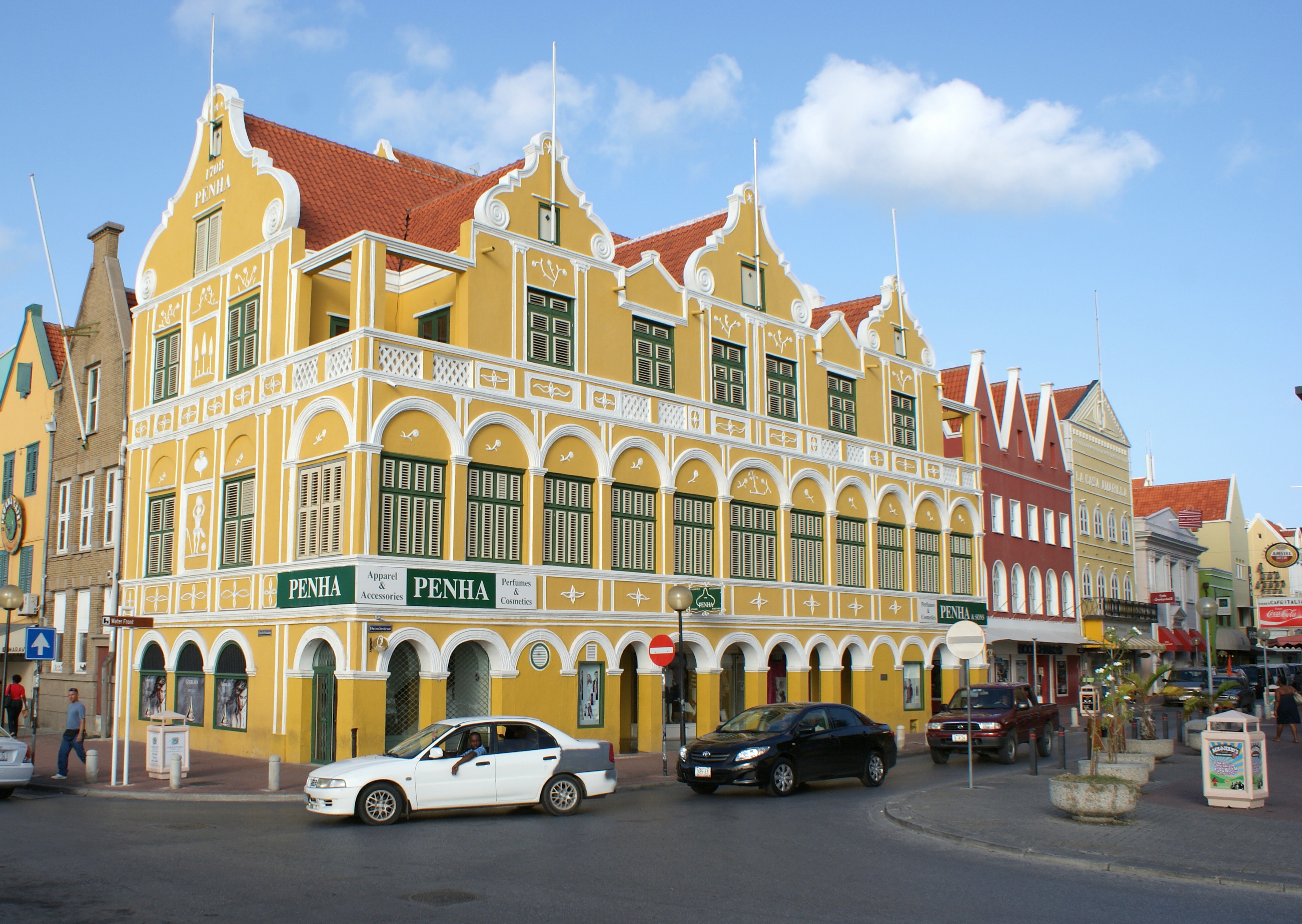
Het Penhagebouw, een van gebouwen op de werelderfgoedlijst

Punda (Nederlands: De Punt) is de oudste wijk van Willemstad, de hoofdstad van Curaçao. Oorspronkelijk heette de wijk De Punt, wat in het Papiaments vertaald werd als Punta en later verbasterde tot Punda.
Punda ligt ten oosten van de Sint Annabaai, en vormt met het westelijk van de Sint Annabaai gelegen Otrobanda ('De Overkant') de historische binnenstad van Willemstad. De achttiende-eeuwse huizen aan de Sint Annabaai gelegen Handelskade in Punda worden veelvuldig gefotografeerd.
De wijk vormt het belangrijkste winkelgebied van Willemstad, en telt daarnaast verschillende musea.
Punda is sinds 1886 met Otrobanda verbonden via een houten pontonbrug (Koningin Emmabrug) en sinds 1974 ook via de Koningin Julianabrug. Punda en Otrobanda staan sinds 1997 op de Werelderfgoedlijst van de UNESCO.

## Geschiedenis
Curaçao was aanvankelijk Spaans bezit. Nadat Spanje het eiland in augustus 1634 aan de West-Indische Compagnie (WIC) had overgegeven, werd in 1635-1636 onder leiding van admiraal Johannes van Walbeeck begonnen met de bouw van Fort Amsterdam op een landtong ten zuidoosten van de Sint Annabaai, die "De Punt" werd genoemd. In de tweede helft van de zeventiende eeuw ontstond naast dit fort de nederzetting Willemstad. Ter bescherming werd daar een stadsmuur omheen gebouwd. Aan het begin van de achttiende eeuw was het gebied volgebouwd.
In 1707 werd aan de overkant van de Sint Annabaai begonnen met de bouw van de nieuwe wijk Otrobanda. In 1860 werd de stadsmuur afgebroken.

## Musea
Te Punda bevindt zich de Mikvé Israël-Emanuelsynagoge uit 1732, de oudste synagoge van het westelijk halfrond die continu in gebruik is geweest. Er is ook een Joods museum aan verbonden.
Het Postmuseum is gehuisvest in het oudste gebouw van de wijk, dat uit 1693 dateert en in de jaren negentig geheel werd gerenoveerd.
De protestantse Fortkerk bij Fort Amsterdam dateert uit 1769. Ook hier is een museum gevestigd.